# Emmanuel Phélippes-Beaulieu
 (juin 2022).
Si vous disposez d'ouvrages ou d'articles de référence ou si vous connaissez des sites web de qualité traitant du thème abordé ici, merci de compléter l'article en donnant les références utiles à sa vérifiabilité et en les liant à la section « Notes et références ».
Emmanuel Phélippes-Beaulieu, né le 5 mai 1829 à Nantes, où il est mort le 10 décembre 1874, est un helléniste, dessinateur et graveur français.

## Biographie

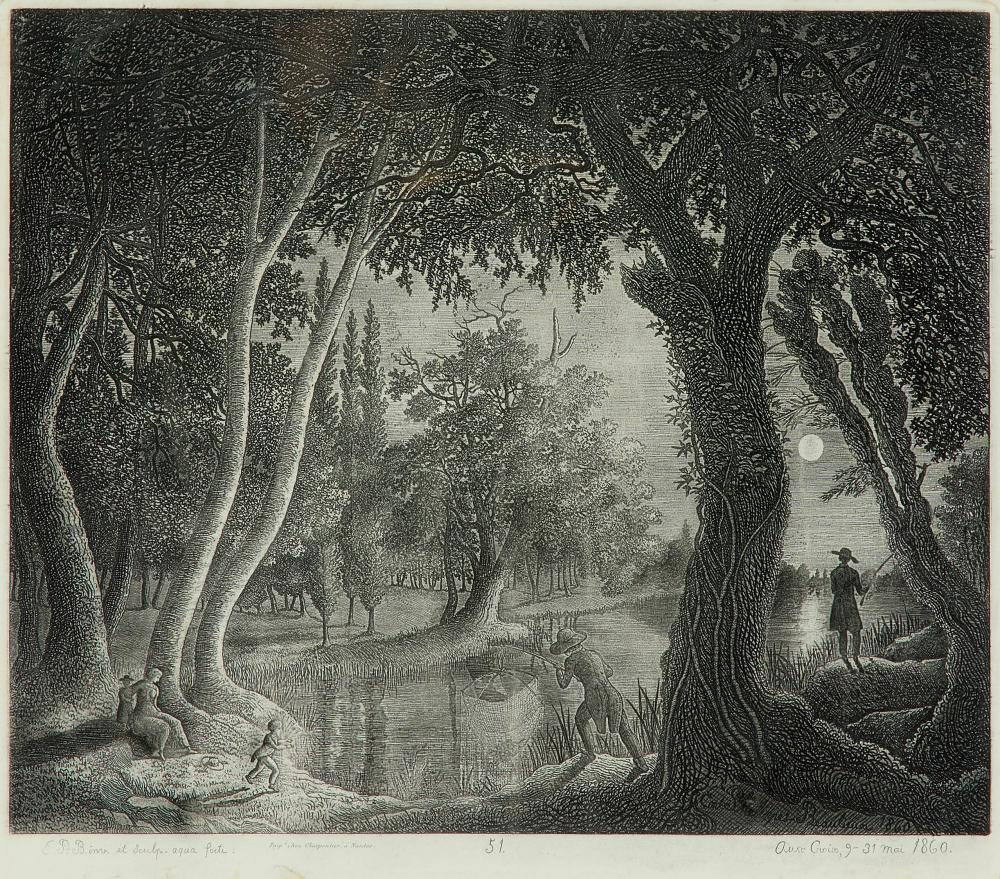
Aux Croix (P.B. 51), eau-forte, coll. priv.

Il est fils de l'avocat et archéologue Louis Phélippes-Beaulieux, maire de Sautron, et d'Estelle Demangeat, et frère d'Armande Phélippes-Beaulieu, épouse de l'avocat Prosper Coinquet. Il épouse Marie Gabrielle Defermon (petite-fille du baron Jean-François Defermon).
Graveur amateur, il exécute plus d'une centaine d'eaux-fortes, parfois de tout petit format, dont certaines sont naïves ou surréalistes.

## Œuvres publiées
- Essai biographique et littéraire sur Mellin de Saint-Gelais (1861).